# Valerică Găman
Marius Valeriu Găman (Băilești, 25 de fevereiro de 1989) é um futebolista profissional romeno que atua como defensor, atualmente defende o Karabükspor.

## Carreira
Valerică Găman fez parte do elenco da Seleção Romena de Futebol da Eurocopa de 2016.